# Adenolobus
Adenolobus là một chi thực vật có hoa trong họ Đậu.